# École supérieure des technologies industrielles avancées
L'École supérieure des technologies industrielles avancées (ESTIA) est l'une des 204 écoles d'ingénieurs françaises accréditées au 1er septembre 2020 à délivrer un diplôme d'ingénieur.

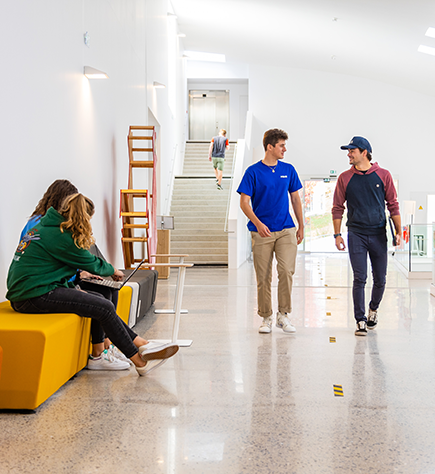
Étudiants dans un couloir de l'ESTIA

Il s'agit d'un EESC établissement d'enseignement supérieur consulaire, créé par la chambre de commerce et d'industrie de Bayonne-Pays basque, habilité par la commission des titres d'ingénieurs (CTI),.
Située sur la technopole Izarbel à Bidart, dans le département Pyrénées-Atlantiques en Nouvelle-Aquitaine, l'ESTIA est membre de la conférence des grandes écoles (CGE) et dispense depuis 1996 un cursus international trilingue (français, anglais, espagnol).
Elle intègre en mai 2019 le Groupe ISAE, regroupement d'écoles d'ingénieurs spécialisées dans le domaine de l'aéronautique.

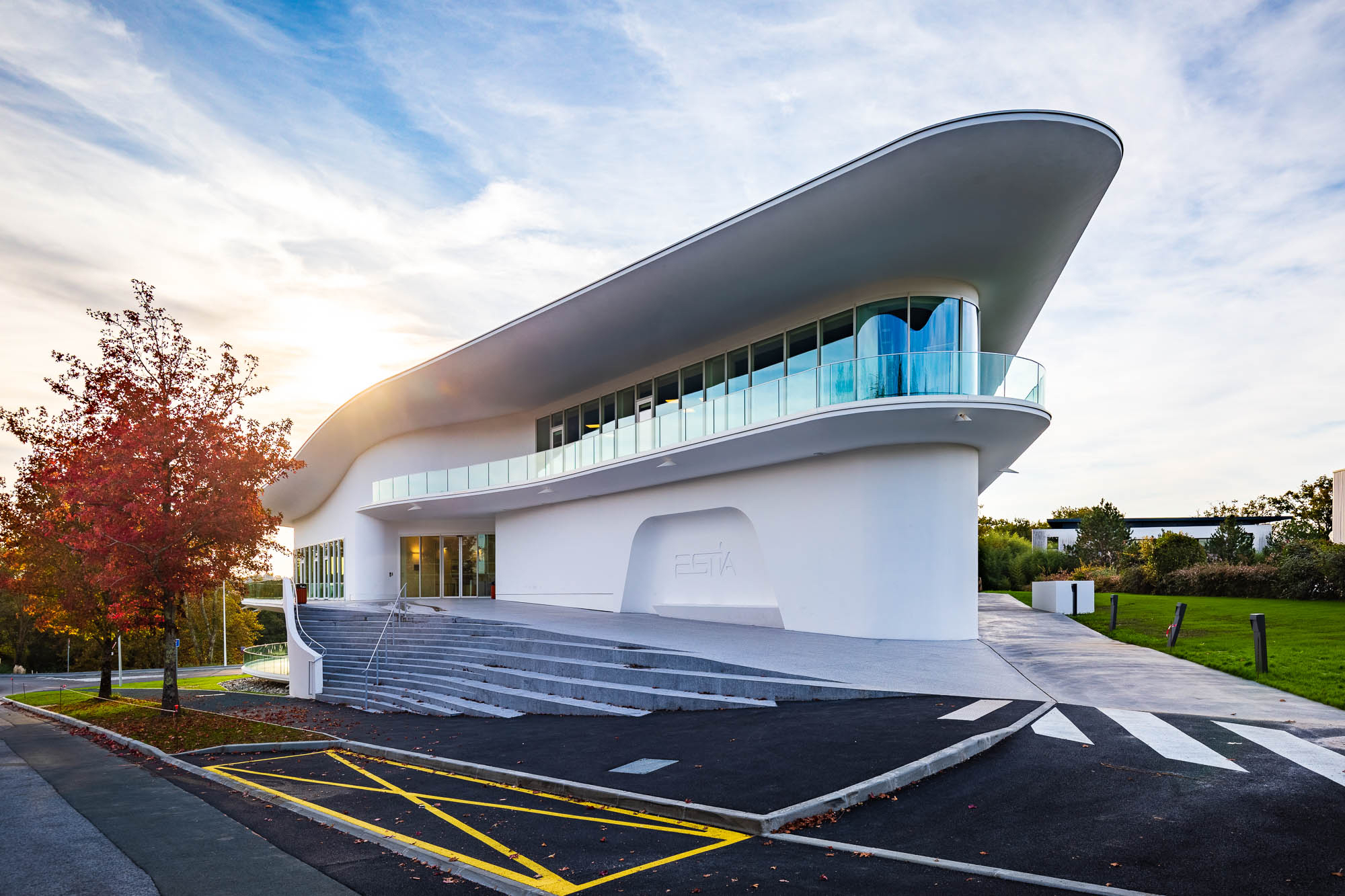
Bâtiment ESTIA Berri

## Présentation

Ancien logo.

L'ESTIA est créée en 1985 à Bidart par la chambre de commerce et d'industrie de Bayonne-Pays basque (CCI BPB) en tant qu’institut du logiciel et des systèmes. Elle devient l'ESTIA en 1996, une école d'ingénieurs habilitée par la CTI à partir de cette année à délivrer un titre d’ingénieur sous statut étudiant et sous statut d’apprenti,. À partir de janvier 2017, l'école est filialisée sous le nouveau statut d’établissement d'enseignement supérieur consulaire (EESC) dans lequel la CCI est majoritaire,.
L'ESTIA repose sur un partenariat universitaire national (université de Bordeaux) et international (Royaume-Uni, Espagne, etc). Le campus ESTIA rassemble :
- une formation ingénieur ESTIA ainsi que des formations spécialisées : un bachelor de technologie, deux masters II et un mastère spécialisé.
- un pôle de recherche associant des enseignants chercheurs, des chercheurs invités et des doctorants,
- des plateformes techniques au service des entreprises,
- un incubateur accueillant les créateurs et une pépinière abritant 6 entreprises en janvier 2017.

## Formations

### Diplôme d'ingénieur généraliste (bac+5)
L'ESTIA forme en trois ans des ingénieurs généralistes trilingues, ayant pour vocation la responsabilité de bureaux d'études et méthodes, de production ainsi que la responsabilité de projets. Elle conduit ses élèves à maîtriser aussi bien l'informatique que la mécanique, l'énergétique et l'électronique afin qu'ils soient opérationnels dans de nombreux secteurs d'activités : aéronautique, automobile, électronique, agro-alimentaire, biens d'équipements, informatique. Les enseignements sont dispensés en français, en anglais et en espagnol.
Différentes options peuvent être choisies en début de 3e année :
- « CAE (computer aided engineering) » : ingénierie numérique,
- « PROVE (product development) » : management technologique et innovation,
- « SENS (sensitive systems) » : systèmes temps réel & sensibles,
- « ROBIL (robots & mobiles) » : systèmes mécatroniques et embarqués,
- « STRATO (industrial strategies & organizations) » : génie industriel & management,
- « PROLIDER : direction de projet & innovation »,
- « SGRIDS : control in smart grids and distributed generation ».

La formation d'ingénieur ESTIA peut également s'effectuer en formation initiale, en formation par alternance (environ 30 % des étudiants) ou en formation continue. La majorité des admis provient de CPGE ou CPBx (60 %) et de DUT (20 %). Néanmoins, l'école recrute également 3 % de BTS, 9 % de L2, L3 et licence professionnelle, ainsi que 2 % de M1. Les filles représentent 13 % des admis,.

### Masters européens (bac+5)
Tous les élèves-ingénieurs ESTIA préparent, en même temps que leur diplôme, un master of science ou un master européens en partenariat avec différentes universités étrangères, selon l'option choisie. Un séjour de cinq semaines est effectué en 3e année dans l'université en question. Les étudiants qui ont validé des études de niveau master I ou master II peuvent aussi suivre ces cursus. Les masters of science sont les suivants :
- « Software techniques for CAE », avec l'université de Cranfield, pour les options CAE ou SENS,
- « Advanced technology management », avec l'université de Wolverhampton, pour l'option PROVE,
- « Robotics and automation », avec l'université de Salford, pour l'option ROBIL,
- « Embedded systems », avec l'université de Salford, pour l'option ROBIL.

Les autres masters européens sont :
- « Direction de projet et innovation », avec l'université de Mondragón, pour l'option PROLIDER,
- « ORGANISATION ET GESTION INDUSTRIELLE », avec l'école technique supérieure d'ingénierie de Bilbao, pour l'option STRATO,
- « Control in smart grids and distribution generation », avec l'université de Saint-Sébastien, pour l'option SGRIDS.

### Masters II (bac+5)
Tout comme les masters européens, les masters II disponibles à l'ESTIA sont accessibles aux étudiants qui ont validé des études de niveau master I minimum :
- « Gestion : Ingénierie de projet », avec l'institut d'administration des entreprises de l'université de Pau et des pays de l'Adour,
- « Stratégie : Consultant et chef de projet en organisation, logistique et e-business », avec l'institut d'administration des entreprises de l'université Bordeaux-IV.

### Mastère spécialisé (bac+6)
L'ESTIA, en partenariat avec l'université Bordeaux-IV, permet aux étudiants titulaires d'un diplôme d'ingénieur ou d'un master II de suivre le mastère spécialisé « Consultant et chef de projet en organisation logistique et e-business » (CILIO). Cette formation peut être suivie en formation initiale ou en formation par alternance.

### Bachelor de technologie (bac+3)
L'ESTIA propose, depuis 2016, un bachelor de niveau bac+3 aux titulaires d'un baccalauréat S, STI2D ou STL. La formation est composée de cours théoriques et de projets industriels. Un stage industriel par an est prévu pour les étudiants.

### Cycle préparatoire ingénieur (bac+2)
L'ESTIA a mis en place un cycle préparatoire intégré de deux ans, qui a pour but de former des ingénieurs généralistes trilingues. Ce cycle est ouvert aux élèves de terminale générale avec deux matières scientifiques, de terminale générale avec les mathématiques et un autre enseignement de spécialité non scientifique, de terminale STI2D ou STL, et aux titulaires du baccalauréat. L'admission se fait sur concours via le Concours Puissance Alpha[Quoi ?][réf. souhaitée].
Le programme du cycle comprend un stage en entreprise, un projet de groupe, et l'apprentissage de deux langues étrangères (anglais et espagnol). L'enseignement est assuré à la fois au lycée Villa Pia et à l'ESTIA, les deux établissements étant reliés par un bus direct.

## Relations avec l'international
En plus de suivre un master européen, l'élève-ingénieur ESTIA a la possibilité d'effectuer une mobilité internationale d'un semestre en 2e année et d'un an en 3e année. Ces universités partenaires sont réparties en Europe, en Amérique et en Asie : Allemagne, Italie, Suisse, Roumanie, Portugal, Espagne, Royaume-Uni, Japon, Taïwan, Argentine, Colombie, Mexique et Chili. Les étudiants peuvent aussi réaliser leurs stages en entreprise à l'étranger.

## Vie étudiante
L'ESTIA compte des associations étudiantes : organisation d'évènements sur le campus, sorties extérieures (ski, surf, voile), robotique, aéronautique, mécanique, dégustations, musique, danse, photo/vidéo.

## Professeur célèbre
- Jean-Michel Larrasquet, ingénieur et professeur d'université français